# Ци Юйхун
Ци Юйхун (кит. 齐玉红, пиньинь Qí Yùhóng; род. 25 августа 1989, Шанхай) — китайская лучница, выступающая в соревнованиях по стрельбе из олимпийского лука. Она является бронзовым призёром чемпионата Азии в составе женской сборной Китая и участницей Олимпийских игр 2016 года.

## Карьера
В 2015 году вместе с китайской сборной завоевала две бронзовые медали на этапах Кубка мира в Анталье и Вроцлаве. В ноябре в Бангкоке завоевала бронзовую медаль в составе женской сборной Китая вместе с Цао Хуэй и Сю Цзинь. Они уступили в полуфинале будущим серебряным призёрам из Индии 3:5, но в бронзовом матче оказались сильнее, победив Китайский Тайбэй со счётом 6:0.
Ци вошла в состав сборной Китая на летних Олимпийских играх 2016 года в Рио-де-Жанейро. Она получила право выступать как в индивидуальных, так и в командных соревнованиях.
С результатом 649 очков, Ци заняла 11-е место в предварительном раунде. Сборная Китая, состоящая из Ци, Цао Хуэй и У Цзясинь, показали предварительный результат 1933 очка. Это позволило им выйти сразу в четвертьфинал командного турнира, но сразу же уступили сборной Италии со счётом 3:5.
В женском индивидуальном турнире Ци победила бразильянку Марину Канетту (7:1) и словацкую лучницу Александру Лонгову. Четвертьфинальный поединок с соотечественницей У Цзясинь дошёл до перестрелке, в которой сильнее оказалась другая китаянка.